# Sztuka prekolumbijska

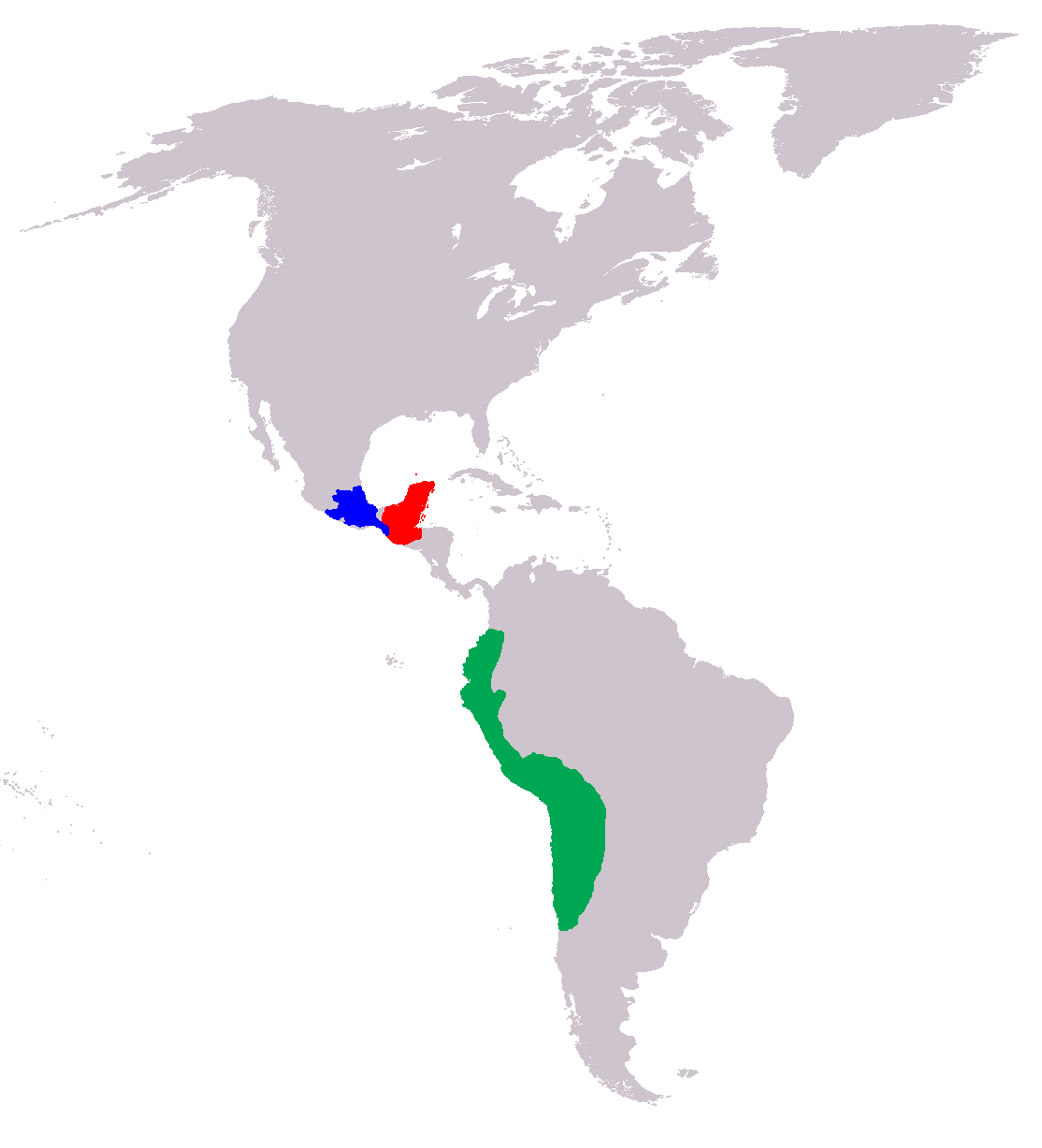
Mapa przedstawiająca państwa Inków, Majów i Azteków

Sztuka prekolumbijska – artykuł obejmuje ogół aktywności artystycznej na cywilizowanych terenach obu Ameryk przed przybyciem Europejczyków.

## Zarys ogólny
Przed dotarciem Krzysztofa Kolumba do Ameryki i podbojem tego kontynentu dokonanym przez hiszpańskich konkwistadorów była to ziemia zamieszkana przez autochtoniczne ludy, które wytworzyły własne cywilizacje. Najstarsze ślady pobytu człowieka na terenach Ameryki odnaleziono w Tepexpan i Tlapacoya w Meksyku oraz w jaskini Pikimachay koło Ayacucho w Peru. Są to ślady datowane na 20 tysięcy lat p.n.e. Zazwyczaj przyjmuje się, że pierwsi ludzie na tereny Ameryki przybyli z Azji, przez Cieśninę Beringa, około 25–30 tysięcy lat temu. Rozwój różnych kultur tego obszaru uważa się za niezależny od rozwoju kultur Eurazji. Jednak nasza wiedza o początkach i źródłach rozwoju nadal jest niewielka. Pewnym jest, że zapoczątkowała ją chwila przejścia z koczowniczego trybu życia na osiadły, podjęcie uprawy kukurydzy oraz ziemniaka (Peru). 

## Ideologia
Najstarsze cywilizacje obszaru Ameryki związane są z rytmem uprawy kukurydzy. Kalendarz świąt, odprawianych rytuałów, składania ofiar opiekuńczym bogom, podporządkowane były różnym etapom wzrostu tej rośliny. Mity interpretowały rzeczywistość, wyjaśniały zdarzenia towarzyszące życiu człowieka. Sztuka obrazująca mity miała za zadanie stworzyć wyobrażenie bogów, potrzebne przedmioty kultu. Jej twórcami byli przedstawiciele stanu kapłańskiego. Dzieła tworzone były w izolacji, przy zachowaniu niezbędnych rytuałów. Tkwiła w nich magiczna siła symbolu, wyrażona przez kolor, użyty materiał (np. jadeit był kamieniem przynoszącym szczęście, z niego wykonywano symboliczne serce posągów; kolor czerwony należał do boga deszczu Tlaloca a czarny do Tezcatlipoki, użycie czarnego i czerwonego razem znaczyło wiedzę). 

## Regionalizacja i periodyzacja
Dla opisania i uporządkowania kultur obszar przedkolumbijskiej Ameryki został podzielony przez naukowców na trzy regiony:
- północny, obejmujący Meksyk, Gwatemalę, Salwador i część Hondurasu, nazwany Mezoameryką
- środkowy, obejmujący Panamę, Nikaraguę, Kostarykę, Kolumbię i część Hondurasu (obszar ten jest najsłabiej poznany przez badaczy)
- południowy, obejmujący Ekwador, Peru, Chile, część Boliwii, nazwany obszarem andyjskim.

Każdy z tych obszarów cechują różnice pomiędzy organizacją życia społeczeństw, religią i sztuką. Różna jest też chronologia przyjmowana dla rozwoju sztuki tego terytorium. Przyjmuje się, że początki rozwoju sztuki prekolumbijskiej to II tysiąclecie p.n.e., a jej największy rozkwit to I tysiąclecie p.n.e. Wspólną cechą architektury tych obszarów było wznoszenie budowli o kształcie piramidy schodkowej oraz stawianie monumentalnych rzeźb z kamienia. Ceramika najszybciej rozwinęła się na terytorium środkowym. Tkactwo związane jest przede wszystkim z Peru i Mezoameryką. Kultury te zostały zniszczone przez Europejczyków w pierwszej połowie XVI wieku, a ich elementy przetrwały jedynie w sztuce ludowej.
|  |  |  |